# Кочергино (Владимирская область)
Кочергино — деревня в Селивановском районе Владимирской области России, входит в состав Малышевского сельского поселения.

## География
Деревня расположена в 11 км на юго-запад от центра поселения села Малышево и в 37 км на юго-запад от райцентра рабочего посёлка Красная Горбатка.

## История
Деревня впервые упоминается в окладных книгах Рязанской епархии за 1676 год в составе Суровцовского прихода, в ней было 2 двора помещиковых и 10 крестьянских.
В конце XIX — начале XX века деревня входила в состав Крюковской волости Меленковского уезда, с 1926 года — в составе Бутылицкой волости Муромского уезда. В 1859 году в деревне числилось 32 двора, в 1905 году — 34 двора, в 1926 году — 53 двора.
С 1929 года деревня являлась центром Кочергинского сельсовета Селивановского района, с 1940 года — в составе Ново-Федоровского сельсовета, с 1958 года — в составе Первомайского сельсовета, с 2005 года — в составе Малышевского сельского поселения.

## Население
| 1859 | 1905 | 1926 | 2002 | 2010 | 2021 |
| ---- | ---- | ---- | ---- | ---- | ---- |
| 129  | ↗230 | ↗269 | ↗321 | ↘299 | ↘280 |